# 伊藤久右衛門
株式会社伊藤久右衛門（いとうきゅうえもん）は、京都府宇治市に本社をおく企業。

## 概要
宇治茶のほか、抹茶を使ったスイーツ・茶そばなどの食品類を販売。2014年には「宇治抹茶カレー」を発売し話題となった。
オンラインショップでは、限定商品も販売。茶房を併設する店舗では、抹茶パフェや抹茶そばなどを提供。

### 社名の由来
1952年、会社設立にあたって代々受け継がれてきた伊藤常右衛門の名を拝し、五代目伊藤久三自身の名にある「久」の一文字をとって、社名を「株式会社伊藤久右衛門本店」とした。

## 沿革
江戸後期・天保3年、初代伊藤常右衛門（いとうつねえもん）・瀧蔵が田原村名村（現・宇治田原町 南）にて茶業に携わったのがはじまり。
その後二代目伊藤常右衛門・久三郎、三代目伊藤常右衛門・由松、四代目伊藤多吉へと引き継いだ。1952年、五代目伊藤久三の代で宇治田原から宇治の地へと移り、宇治蓮華（現平等院表参道）に宇治茶販売の店舗を構えた。
- 1832年（天保3年） 創業
- 1952年（昭和27年） 会社設立、平等院表参道に宇治茶販売店舗オープン
- 1996年（平成8年） 本社を宇治市莵道荒槙の旧京阪宇治バス宇治営業所（現フレンドマート宇治莵道店）真向かいへと移転。現在の本店店舗をオープンし、茶房を併設。
- 2000年（平成12年） インターネット事業を開始
- 2005年（平成17年） 楽天ショップ・オブ・ザ・イヤーを受賞
- 2013年（平成25年） 京都駅前に京都駅前店をオープン
- 2017年（平成29年） JR宇治駅前にJR宇治駅前店をオープン
- 2019年（令和元年） 京都四条通に祇園四条店をオープン
- 2023年（令和5年）清水坂に清水坂店をオープン
- 2024年（令和6年）三条寺町店、清水産寧坂店、伏見稲荷店をオープン
- 2025年（令和7年）清水本店をオープン

## 店舗一覧
- 宇治本店・茶房
- 平等院店
- 京都駅前店
- JR宇治駅前店・茶房
- 祇園四条店・茶房
- 清水坂店
- 三条寺町店
- 清水産寧坂店
- 伏見稲荷店
- 清水本店

## 主な商品
- 宇治茶 - 抹茶、煎茶、玉露、雁ヶ音、かぶせ茶、ほうじ茶、玄米茶、京番茶
- 和菓子 - 抹茶あんみつ、抹茶大福、抹茶最中、抹茶煎餅、抹茶飴、抹茶わらび餅、茶だんご
- 洋菓子 - 抹茶パフェアイスバー、抹茶ティラミス、抹茶生チョコレート、抹茶ロールケーキ、抹茶チーズケーキ、抹茶ガトーショコラ、ほうじ茶ガトーショコラ、抹茶苺トリュフ、抹茶ラングドシャ
- 食品 - 抹茶そば、抹茶カレー、ほうじ茶カレー、抹茶カルボナーラ、抹茶フェットチーネ、抹茶カプチーノ
- 酒 - 抹茶梅酒
- コラボレーション - キットカット（京都限定抹茶味・ほうじ茶味）
- 茶房 - 抹茶パフェ、抹茶あんみつ、抹茶そば、抹茶カレーうどん、抹茶かき氷、抹茶アイス、抹茶ぜんざい、抹茶デザートプレート、抹茶スイーツプレート